# Kiiskilä
Kiiskilä était un village du grand-duché de Finlande du canton de Viipuri cédé à l'URSS à la fin de la guerre d'Hiver.
De nos jours, c'est un village du raïon de Vyborg dans l'oblast de Léningrad en Russie.

## Période finlandaise
En 1937, Kiiskilä a 622 ha de forêts, 83 ha de champs ja 25 ha de prairies.
Kiiskilä était situé en bordure de la baie de Vyborg.
La valtatie 7 traversait sa partie septentrionale.
En 1937, Kiiskilä comptait 49 habitants.
Les villages du secteur scolaire de Kiiskilä étaient Kärki (38 habitants), Lahti (23 habitants), Vahvaniemi (6 habitants) ja Mälkki (62 habitants).
En 1939, l'école communale de Kiiskilä comptait 3 instituteurs et 87 élèves.
Kiiskilä avait un magasin de Viipurin Osuusliike.